# Retábulo de Aachen
O Retábulo de Aachen ou Retábulo da Paixão (em alemão: Aachener Altar ou Passionsaltar) é um tríptico gótico tardio que representa a Paixão de Cristo; é mantido no Tesouro da Catedral de Aachen. O retábulo, obra de um mestre anônimo convencionalmente chamado de Retábulo de Aachen, foi feito em Colônia por volta de 1515-15201.

## Descrição e Análise

Retábulo de Aachen detalhado
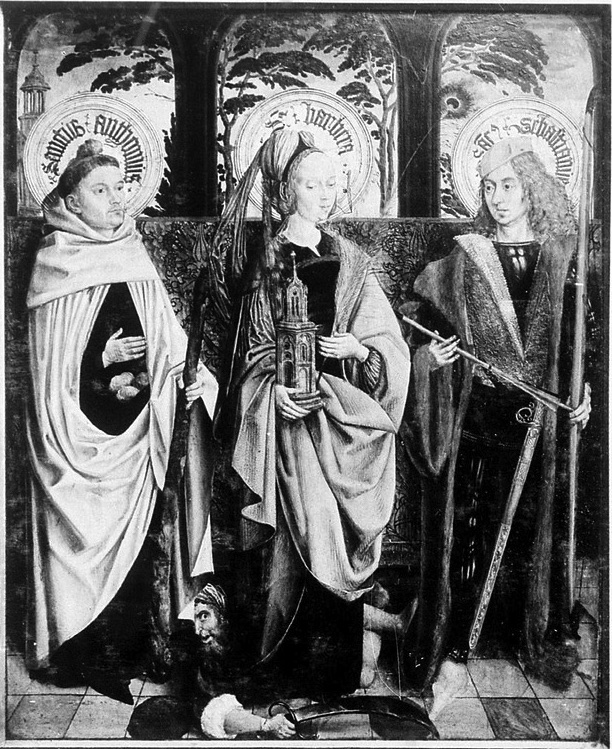
Aba exterior esquerda
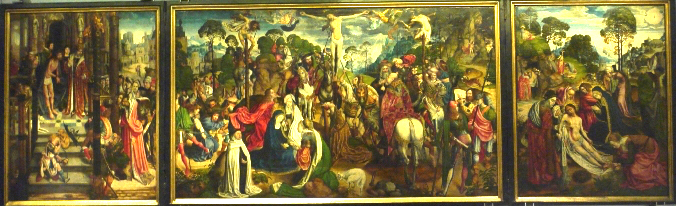
Retábulo Aberto
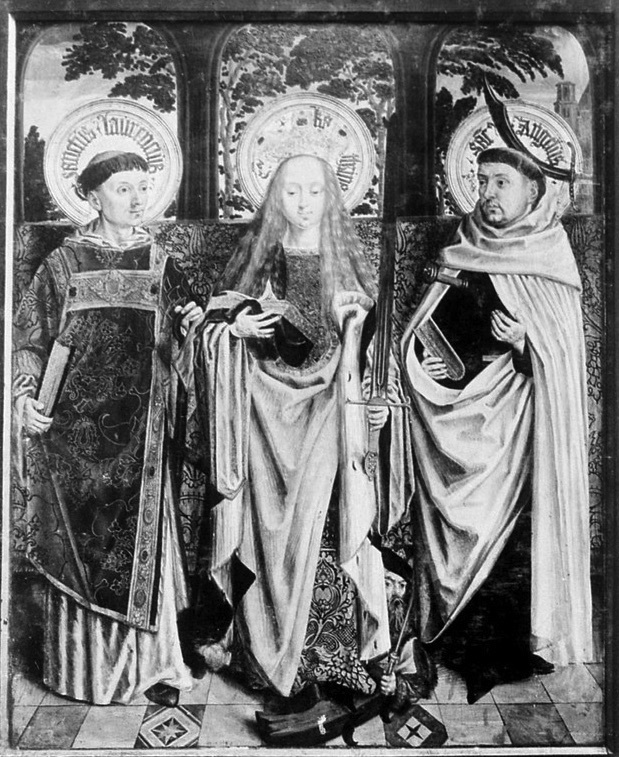
Aba exterior direita

O retábulo é grande: o painel central mede 143cmx242cm, de modo que, quando aberto, o tríptico tem quase cinco metros de largura. Os três painéis do retábulo aberto mostram cenas da Paixão de Cristo, da Coroação de Espinhos à sua Ascensão ao Céu, numa suite que se lê da esquerda para a direita.
Esse tipo de representação por narração simultânea já estava bem estabelecido na época em que a pintura foi feita. No painel esquerdo estão a Coroa com espinhos (extrema esquerda) e Jesus diante de Pilatos. O painel central retrata à esquerda  "Jesus carregando a cruz", no centro a "Crucificação" com os dois ladrões. À direita, vemos a "descida ao limbo¨, onde Cristo liberta as almas dos Antigos, e no topo, esboçado como uma mancha negra, podemos ver o corpo de Judas Iscariotes que se suicidou pendurado em um galho. A figura principal no painel direito é a "Lamentação"; em vinhetas menores, à esquerda, três cenas sobrepostas:  primeiro no fundo contra a rocha o "Sepultamento", logo acima do lado da rocha a "Ressurreição de Jesus" e, no topo da colina, o "Noli me tangere", a aparição de Cristo a Maria Madalena. No alto da colina à direita, os apóstolos estão reunidos; acima deles, numa bola de luz, o Cristo da Ascensão.